# IBM z10
A z10 egy mikroprocesszor-csip, amelyet az IBM fejlesztett ki a System z10 sorozatú nagyszámítógépei számára. 2008. február 26-án jelent meg. A fejlesztés során a jelölése „z6” volt.

## Leírás
A processzor a komplex utasításkészletű 64 bites z/Architecture architektúrát valósítja meg.
A processzor négy magot tartalmaz, mindegyik mag 64 KiB L1 utasítás-gyorsítótárral, 128 KiB L1 adat-gyorsítótárral rendelkezik, valamint egy 3 MiB méretű L2 gyorsítótárral, ami az IBM terminológiájában az L1.5 gyorsítótár. Ezen felül a magok egy 24 MiB méretű közös (elosztott) L3 (az IBM terminológiájában L2) gyorsítótárat használnak.
A csip mérete 21,7 × 20,0 mm, 993 millió tranzisztorból áll, az IBM CMOS 11S jelű 65 nm-es szilícium szigetelőn (silicon on insulator, SOI) típusú gyártási folyamatával készül. A csip maximálisan 4,4 GHz-es órajelet támogat, ami több, mint kétszerese a korábbi IBM nagyszámítógépek órajelfrekvenciájának. A processzor FO4 metrikája 15.
Minden z10 csipnek két 48 GB/s (másodpercenként 48 milliárd bájt) sebességű SMP hub portja, négy 13 GiB/s memóriaportja, két 17 GiB/s bemeneti/kimeneti portja és 8765 érintkezője van.
A z10 processzort a POWER6 processzorral együtt fejlesztették ki, sok közös kialakításbeli jellemzővel rendelkeznek, mint például a gyártási technológia, logikai kialakítás, a végrehajtó egység, lebegőpontos egységek, síntechnológia (GX sín) és az utasítás-futószalag kialakításának stílusa, azaz pl. magas frekvenciájú, alacsony késleltetésű, mély (a z10-ben 14 fokozatú), sorrendi végrehajtású futószalag.
Ugyanakkor a processzorok más tekintetben meglehetősen eltérőek, például a gyorsítótár-hierarchia és -koherencia, SMP topológia és protokoll kialakításában és a csip szervezése terén.
Az eltérő utasításkészlet-architektúrák meglehetősen különböző magokat eredményeznek – a z10 processzornak 894 egyedi utasítása van, amelyeknek 75%-a teljesen hardveres megvalósítású (nem mikroprogramozott). A z/Architecture egy CISC architektúra, amely visszafelé kompatibilis a még az 1960-as években keletkezett IBM System/360 architektúrával.
A z/Architecture előző z9 EC processzorához képest a következő változtatásokat vezették be:
- több mint 50 új utasítás, a hatékonyabb kódvégrehajtás érdekében
- szoftver/hardver gyorsítótár optimalizációk
- 1 MiB fizikai lapméret támogatása
- teljesen hardveres megvalósítású decimális lebegőpontos aritmetika

A kialakításban nagy hangsúlyt kapott a hibafelismerés és hiba utáni visszaállítás: hibajavító kód (ECC) az L2 és L3 gyorsítótárakon és puffereken, és kiterjedt paritásellenőrzés más helyeken; a csipben több, mint 20 000 hibaellenőrző egység található. A processzorállapot pufferelt, olyan kialakításban, ami lehetővé teszi a mag számára a precíz újrapróbálkozást szinte az összes hardverhiba esetén.

## Tárvezérlés
Annak ellenére, hogy a z10 processzor lapkára épített eszközökkel rendelkezik a szimmetrikus többprocesszoros működés (SMP) támogatására, egy SMP Hub Chip (elosztócsip) vagy Storage Control (SC, tárvezérlő) elnevezésű dedikált kísérő csip is rendelkezésre áll, amely 24 MiB lapkán kívüli L3 gyorsítótár-kapacitást ad a rendszerhez és lehetővé teszi a 48 GiB/s sebességű kommunikációt más z10 processzorok és elosztócsipek felé. Az SMP Hub Chip 1,6 milliárd tranzisztorból áll, mérete 20,8 × 21,4 mm, 7984 kapcsolódási ponttal. A kialakítás minden processzor számára lehetővé teszi két Hub Chip közötti gyorsítótár megosztását, tehát lényegében összesen 48 MiB osztott harmadik szintű gyorsítótár használatát.

## Többcsipes modul

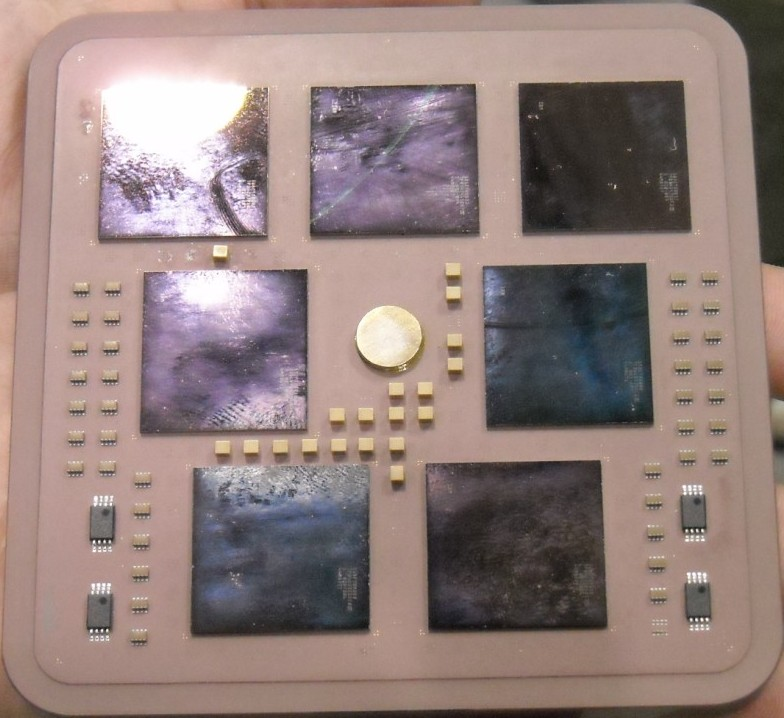
z10 EC többcsipes modul (MCM)

A System z10 Enterprise Class (EC) számítógépben a z10 processzorok és a Storage Control (SC) csipek egy többcsipes modulra (multi-chip module, MCM) vannak felszerelve. Egy z10 EC számítógép legfeljebb négy MCM-et tartalmazhat.
Egy MCM öt z10 processzort és két SC csipet, összesen hét csipet foglal magában, azaz legfeljebb 20 processzormagot. A redundancia, gyártási problémák és egyéb működési jellemzők miatt a felhasználók számára nem minden mag áll rendelkezésre.
A System z10 EC típus E12, E26, E40 és E56 modelljeiben az MCM-ekben összesen 17 mag használható (egy, két, három és négy MCM, rendre), az E64 modellben egy MCM 17, három pedig 20 elérhető magot tartalmaz.

## Lásd még
- z/Architecture
- IBM System z
- IBM System z10
- IBM z196, zEC12
- z/OS
- POWER6

## Fordítás
Ez a szócikk részben vagy egészben  az   IBM z10 című angol Wikipédia-szócikk ezen változatának fordításán alapul.  Az eredeti cikk szerkesztőit annak laptörténete sorolja fel. Ez a jelzés csupán a megfogalmazás eredetét és a szerzői jogokat jelzi, nem szolgál a cikkben szereplő információk forrásmegjelöléseként.